# Benjamin Blümchen
Benjamin Blümchen ist eine Hörspiel- und Zeichentrickfigur aus der Feder von Elfie Donnelly. Die ersten Illustrationen stammten von der Graphikerin Hella Soyka. Die Hörspielserie gehört zu den erfolgreichsten deutschen Hörspielen, die vor allem unter der Regie von Ulli Herzog im Label Kiddinx (früher Kiosk) entstanden.

## Handlung
Benjamin (Bartholomäus) Blümchen ist ein vermenschlichter, sprechender Elefant aus dem Zoo im fiktiven Neustadt und Hauptfigur der gleichnamigen Hörspielreihe. Zentraler Bestandteil der Geschichten sind normalerweise Abenteuer, die Benjamin mit seinem zehnjährigen, menschlichen besten Freund Otto in und um Neustadt (dem zentralen Ort der Handlung) erlebt; oft übernimmt er dabei einen bestimmten Beruf und meistert ihn mit Bravour.
Benjamin Blümchen kennt keine Sprachbarrieren. In vielen Folgen kann sich Benjamin außer mit Menschen verschiedener Herkunft auch mit anderen Elefanten oder anderen Tieren unterhalten. So organisiert er mit Otto in Folge 9 (hat Geburtstag) seinen Geburtstag oder unterhält sich mit einem indischen Elefanten in Folge 70 (Benjamin und Bibi in Indien). Abgesehen von einigen Folgen, z. B. Folge 37 (Der Gorilla ist weg) und 38 (Der Zoo zieht um), in denen Bibi Blocksberg einigen Tieren zur menschlichen Sprache verhilft, ist Benjamin Blümchen das einzige Tier, das die Menschensprache beherrscht. Einen Sonderfall stellt die Folge 48 (bekommt ein Geschenk) dar, in der Benjamin Blümchen den kleinen Elefanten Nuckel, der die Menschensprache spricht, als Geschenk bekommt. Des Weiteren kann auch seine Frau Leila (in Folge 11, Auf dem Mond; nicht jedoch in Folge 7 Verliebt sich) die menschliche Sprache sprechen.
Auch Benjamins Verwandte (Großmutter und Cousine 3. Grades) in Afrika beherrschen die menschliche Sprache, allerdings nur Swahili (Folge 4, In Afrika). In ebendieser Folge (im Gegensatz zu späteren) beherrscht allerdings Benjamin Blümchen die Elefanten- oder gar Tiersprache nicht.
Von 2003 bis 2010 war Benjamin Blümchen das Markenzeichen des Centro-Parks in Oberhausen.

## Figuren
| Benjamin Blümchen                                 | - Edgar Ott † (Folgen 1–80) - Jürgen Kluckert † (Folgen 81–156) - Matti Klemm (seit Folge 157)                                                             | Hauptfigur; anthropomorpher Elefant |
| Otto                                              | - Alexander Rosenberg (Folgen 1–5) - Frank Schaff (Folgen 6–33) - Katja Primel (seit Folge 34)                                                             | Benjamins bester menschlicher Freund (10 Jahre alt), er ist meistens bei seinem Freund im Elefantenhaus. Seine Eltern spielen zum Beispiel in der Folge Der Skiurlaub mit. In einigen Folgen erfährt man, dass Ottos Vater Ottokar, die Mutter Ortrud (Folge 111) und seine Schwester Ottilie (Folge 6) heißen, sowie eine Cousine namens Kiki (Folge 32, 33, 51) hat. Der Figur Ottos kommt oftmals die Funktion zu, Benjamin Vorgänge und Begriffe zu erklären, mit denen auch junge Hörer Probleme haben können. Er erläutert die Funktion einer Lokomotive (Folge 34), sauren Regen (Folge 76) oder den magnetischen Nordpol (Folge 92). Aber auch Begriffe wie „Lawine“ (Folge 17) oder „sensibel“ (Folge 58) werden von Otto kindgerecht erklärt. |
| Dr. Theodor Tierlieb                              | - Hermann Wagner † (Folgen 2, 4, 9–77, 80) - Eric Vaessen † (Folgen 79, 82–102) - Rüdiger Evers † (Folgen 109–128) - Reinhard Scheunemann (seit Folge 135) | Zoodirektor und guter Freund Benjamins. Da der Zoo fast immer zu wenig Geld hat, muss Benjamin seinem Direktor oft helfen, an Einnahmen zu kommen. Zoodirektor Tierlieb ist ein begnadeter Klavierspieler. Vor allem Beethovens Opus 129 (Wut über den verlorenen Groschen) hört man ihn oft aus seinem Haus spielen. |
| Karl                                              | - Ulli Herzog † (Folge 1) - Till Hagen (Folgen 2–3, seit Folge 13) - Helmut Gauß (Folgen 6–7)                                                              | Tierpfleger/Zoowärter des Zoos. Karl ist ein guter Freund Benjamins und bringt ihm sein Lieblingsfutter: Zuckerstückchen. Außerdem ist er der Fußballtorwart des Neustädter SC (Folge 19). In einigen frühen Hörspiel-Episoden wird er noch von Herrn Tierlieb gesiezt. Später duzt Herr Tierlieb ihn, während Karl Herrn Tierlieb durchgehend siezt. |
| Karla Kolumna                                     | - Gisela Fritsch † (Folgen 2–126) - Ulrike Stürzbecher (seit Folge 127)                                                                                    | Rasende Reporterin der Neustädter Zeitung und eine Freundin von Benjamin. Sie stammt ursprünglich aus Berlin (Folge 21), ist ledig (Folge 52), spricht schnell und hat ständig neue Ideen für Überschriften ihrer Artikel. Dabei nimmt sie es mit der Wahrheit zugunsten einer Schlagzeile nicht immer genau. Sie benutzt gerne Diminutive beim Reden (wie bei Hallöchen statt Hallo und Tschüsselchen statt Tschüss) oder Anreden von Personen, so nennt sie den Bürgermeister gerne Bürgermeisterchen. Außerdem ist sie für die häufige Verwendung des Adjektivs sensationell bekannt. Benjamin und Karla – obgleich sie eine enge Freundschaft verbindet – siezen sich.                                                                              |
| Bürgermeister Bruno Dafke, Bürgermeister Sperling | - Tobias Pagel † (Folgen 1, 9–34) - Hermann Wagner † (Folgen 3 und 5) - Heinz Giese † (Folgen 8, 40–103) - Roland Hemmo (seit Folge 109)                   | Bürgermeister der Stadt. Die Bürger Neustadts sind zwar ständig auf ihn sauer, aber Benjamin hilft ihm oft aus der „politischen Klemme“. In der Folge Benjamin Blümchen als Bürgermeister vertritt Benjamin ihn. In der Folge Benjamin Blümchen auf dem Baum wird der Bürgermeister Dafke genannt, in der Folge Benjamin Blümchen hat Geburtstag heißt der Bürgermeister aber Sperling. In den Bibi-Blocksberg-Folgen Die Wahrsagerin, Die Piraten und Der verhexte Kalender sagt er, dass er Bruno Preßsack heißt, in der Folge Das Lufttaxi nennt er seinen Namen mit Hugo. In Folge 44 Benjamin Blümchen als Bäcker feiert er seinen 50. Geburtstag.                                                                                                 |
| Sekretär Paul Pichler (auch Palle Pichler)        | - Wilfried Herbst (Folgen 49–142) - Stefan Krause (seit Folge 148)                                                                                         | Der Sekretär des Bürgermeisters. Er hält zu seinem Chef, wird von diesem aber meistens schikaniert und herumgescheucht. |
| Stadträtin                                        | - Renate Ebbinghaus (Folge 1) - Maria Axt † (Folgen 3, 8–10, 51–52)                                                                                        | Die Stadträtin von Neustadt, hilft dem Bürgermeister oft, schwierige Entscheidungen zu fällen. In Folge 51 (Der Weihnachtsabend) kommt sie in den Zoo und singt mit Benjamin und seinen Freunden Weihnachtslieder |
| Erwin Erzähler                                    | - Joachim Nottke † (Folgen 1–86) - Otto Mellies † (Folge 87) - Gunter Schoß (seit Folge 88)                                                                | Er spricht als Beobachter die Folgen. In einigen Folgen durchbricht er die vierte Wand und redet mit den Figuren wie z. B. in Benjamin Blümchen kauft ein, Benjamin Blümchen träumt oder Wo ist Otto?. |
| Bibi Blocksberg                                   | - Susanna Bonasewicz (Folgen 20, 36–38, 51, 67, 70–71) | Eigentlich eigene Serien-Heldin von Elfie Donnelly. Sie ist eine kleine, gutherzige Hexe und hilft Benjamin und Otto gelegentlich, wie in der Folge Der Zoo zieht um. |
| Baron von Zwiebelschreck                          | - Friedrich Georg Beckhaus (Folgen 66, 93, 116, 135, 144, 147) - Eberhard Prüter † (Folge 86) - Gerald Schaale (Folge 164)                                 | Der schwerreiche Baron von Zwiebelschreck wohnt mit seinem Butler James in einer Villa neben dem Zoo. Er hat mehrere ausgefallene Hobbys wie Ballonfahren und ist außerdem Ehrenbürger und Gönner von Neustadt. Deshalb hat er stets den Bürgermeister auf seiner Seite. |
| Stella Stellini                                   | - Marie Bierstedt (Folgen 100–134, 150, 154) | Gute Freundin von Benjamin und Otto, die in Folge 100 bis 134 auftritt. Ihre Eltern betreiben zunächst eine Eisdiele in Neustadt, wo sie „Das beste Eis Neustadts“ verkaufen. Im weiteren Verlauf kehrt sie mit ihrer Familie nach Italien zurück. |

Für die Namen ihrer Figuren wählt Elfie Donnelly häufig Alliterationen. Die Nachnamen beziehen sich meistens auf die spezifische Eigenschaft oder den Beruf der Person, wie bei Karla Kolumna (Reporterin), Bibi Blocksberg (auf dem Blocksberg oder Brocken warten der Sage nach in der Walpurgisnacht die Hexen auf die Ankunft des Teufels), Theodor Tierlieb (Zoodirektor) oder Waldemar Waldmann (Förster in Folge 76).
Zu den wenigen Charakteren ohne Alliteration gehören unter anderem Baron von Zwiebelschreck, Burgverwalter Herr von Knoblauch, der Dosenfabrikant Eduard Blechmann und der Maharadscha von Wischnipur.
Die Rolle des Erwin Erzähler unterscheidet sich etwas durch die jeweiligen Sprecher. Während Joachim Nottke recht selbstironisch auftritt und in einigen Folgen intradiegetisch handelt, also die vierte Wand durchbricht und durch die Interaktion mit den Figuren selbst Teil der Geschichte wird, stellt Gunter Schoß einen eher pragmatischen, aber dennoch warmherzigen und gar „großväterlichen“ Erzähler dar.

## Entwicklung der Serie
Die Serie wurde in den über 40 Jahren ihrer Existenz einigen Wandlungen unterworfen. Zum einen hat sich das Sprecherteam nachhaltig geändert. Bis 1993 waren bis auf die Rolle des Otto (die zweimal geändert wurde, da die jeweiligen männlichen Sprecher in den Stimmbruch kamen und dadurch zu erwachsen klangen, und für die letztendlich mit Katja „Kay“ Primel eine weibliche Stimme gewählt wurde) alle Sprecher weitgehend gleich geblieben (mit Ausnahme einiger Änderungen in den ersten Folgen). 1994 verstarb dann aber Edgar Ott (Benjamin Blümchen) unerwartet und Joachim Nottke (Erzähler) schied nach Folge 86 aus gesundheitlichen Gründen aus und starb 1998. Hermann Wagner (Herr Tierlieb) zog sich 1995 aus Altersgründen zurück und starb 1999 und Heinz Giese (Bürgermeister) ging 2008 in den Ruhestand und starb 2010. Auch Wilfried Herbst (Sekretär Pichler) zog sich 2020 aus der Schauspielerei zurück, so dass von der „Stammformation“ der 80er Jahre nur noch Till Hagen (Wärter Karl) und Katja Primel (Otto) verblieben. Bei der 2013 verstorbenen Gisela Fritsch (Karla Kolumna) war zu beobachten, dass ihre Rolle aufgrund ihrer älter werdenden Stimme weniger aufgedreht als in den frühen Folgen angelegt war. Kleinere, wiederkehrende Charaktere wie der namenlose Polizist (gesprochen von Dieter Kursawe), die Stadträtin (Maria Axt), der Feuerwehrhauptmann Lichterloh (Otto Czarski) und Herr Schmeichler (Klaus Miedel) traten nach dem Tod ihrer Synchronsprecher nicht mehr in der Serie auf. Eine Ausnahme ist der Maharadscha von Wischnipur, dessen Rolle nach dem Tod von Christian Rode von Joachim Kerzel übernommen wurde. Im August 2023 verstarb Jürgen Kluckert, der Benjamin Blümchen ab dem Tod von Edgar Ott seine Stimme geliehen hatte. Seit der Ende März 2024 erschienenen Folge 157, Benjamin Blümchen als Sänger, spricht Matti Klemm die Titelfigur.
Ein weiterer Faktor, der sich über die Jahre gewandelt hat, ist die Charakterzeichnung, insbesondere von Benjamin und Otto. In den ersten Folgen sind sie noch deutlich erwachsener und weniger kindisch, zudem scheinen sie auch mehr zu wissen als in den späteren Folgen und auch die Themenauswahl in den späteren Folgen ist eine andere. In den ersten Folgen dominieren eindeutig „Berufsfolgen“, die ab etwa Folge 80 kaum noch zu finden sind.
Bei den inhaltlichen Änderungen hat vor allem auch die Änderung der Autorenschaft eine Rolle gespielt, da Erfinderin Elfie Donnelly nur bis Folge 63 an der Serie mitarbeitete.

## Wiederkehrende Motive
Besonders in den frühen Folgen gibt es eine Menge ständig wiederkehrender Elemente, teilweise eher humoristischer Natur.
Dazu gehören etwa:
- Benjamins Leidenschaft für Zuckerstückchen (aber auch andere Nahrungsmittel wie Bananen und Zuckerwatte).
- Benjamins Neigung, Türen (manchmal auch Telefonzellen oder Rolltreppen) zu zertrümmern.
- Das „Zukurzkommen“ des Erzählers, der wegen der vierten Wand von etwas, das Benjamin tut, als einziger nicht profitiert. Ebenso ein wiederkehrendes Motiv ist, dass er in Geheimnisse nicht eingeweiht wird (in der Regel durch Flüstern der Akteure).
- Karlas Neugierde, Allwissenheit sowie ihre Redseligkeit und Unsensibilität (vor allem in den älteren Folgen).
- Die Geldknappheit des Zoos und Herrn Tierliebs Verzweiflung darüber.
- Karlas Bekanntenkreis in Neustadt.
- Benjamin beherrscht die Menschensprache zwar im Allgemeinen perfekt, scheint aber mit Fremdwörtern ein Problem zu haben („was ist denn ‘sibel’?“ für sensibel) und generell gern Ausdrücke wörtlich zu nehmen („Langeweile, wie schreibt man das?“ – „L-a-n-g-e-…“) oder Wortbedeutungen zu verwechseln (etwa wenn er darüber traurig ist, dass der Bürgermeister die schönen Blumen vorm Rathaus „sprengen“ will, oder er sehr verwirrt ist, dass die Tochter der Bauersleute spinnt (gemeint ist das Spinnen von Wolle)). Oder er meint zu „Tonleiter“: „wir haben nur eine Leiter aus Holz“.
- In einigen, vor allem sehr frühen Folgen wird bisweilen mit metafiktionellen Elementen gearbeitet: Benjamin wird Lehrer; „in Wirklichkeit geht das natürlich nicht so schnell, aber in einer Geschichte schon“ (Folge 6 … und die Schule); Menschen können sprechen, „manche Elefanten auch, vor allem erfundene“ (Folge 8 auf dem Baum); „Du bist Benjamin Blümchen, der Elefant von den Kinderkassetten“, sagt ein Junge in Folge 15 im Urlaub.
- In späteren Hörspielfolgen wird Benjamin gelegentlich auf seine Zeit als Wetterelefant angesprochen, der aller ersten Folge der Serie.

## Serienuniversum
Die Serie Benjamin Blümchen teilt sich ein Serienuniversum mit den Serien Bibi Blocksberg, Bibi und Tina, Elea Eluanda und Kira Kolumna. Mit der Serie Bibi Blocksberg hat sie den Handlungsort Neustadt gemein und die Nebenfiguren. Karla Kolumna, der Bürgermeister und sein Sekretär Pichler sowie Baron von Zwiebelschreck treten in beiden Serien auf. Gastauftritte der Figur Bibi Blocksberg gibt es in mehreren Folgen und umgekehrt tritt Benjamin Blümchen als Gast in der Bibi-Blocksberg-Folge Der Flohmarkt auf. Außerdem werden die Hauptfiguren der jeweils anderen Serie gelegentlich erwähnt.

## Trivia
- In Folge 3 (Kampf dem Lärm) schlägt Benjamin die Anlage einer Umgehungsstraße vor, indem man die Sümpfe trockenlegt. In Folge 47 (als Gärtner) beklagt sich Herr Tierliebs Tante Hilde, dass ihre „lieben Frösche“ heimatlos waren, nachdem der Sumpf am See trockengelegt wurde, „wegen der Autobahntrasse, aber das ist eine andere Geschichte“.
- In Folge 6 (und die Schule) heißt einer der Schüler „Momme“, was vor allem auffällt, da ansonsten alle Kinder in der Serie relativ traditionelle Namen tragen. Dies ist eine Anspielung von Erfinderin Elfie Donnelly auf ihren Sohn, der Momme heißt.
- In Folge 7 (verliebt sich) zählt Otto eine Reihe von Freunden Benjamins auf. Nach aus der Serie bekannten Gestalten werden dann noch „Frau Buschenhagen und die Elfie und der Ulli“ genannt, womit auf Jutta Buschenhagen-Herzog, Elfie Donnelly und Ulli Herzog, drei an den Hörspielproduktionen beteiligte Personen, angespielt wird.
- In Folge 9 (hat Geburtstag) wird im Stadtrat über den möglichen Umgang mit den 285 Elefanten beraten, die sich zu Benjamins Geburtstag angemeldet haben. Dabei entwickelt sich folgender Dialog: Stadtrat 1: „Am besten sollte man auswandern“, Stadträtin 2: „Ja, auswandern“, Stadtrat 3: „Das sollte man sowieso tun, jetzt wo dieser Herr Emu, oder wie der heißt, an die Macht kommt“. Da die Folge von 1980 stammt, kann hierin eine Anspielung auf den CSU-Kanzlerkandidaten der Bundestagswahl Franz Josef Strauß gesehen werden.
- In Folge 107 (… in Schottland) besuchen die Freunde Bekannte von Stellas Eltern, die MacDonnellys – eine Anspielung auf den Namen der Schöpferin der Serie, Elfie Donnelly.[5]

## Titelmusik
In den ersten 57 Folgen bzw. bis 1987 wurde bei den Originalaufnahmen die Melodie vom Sänger Michael Thilo verwendet, der das Titellied, beginnend mit der Zeile „Auf ’ner schönen grünen Wiese liegt ein großer grauer Berg“, singt und mit der Gitarre begleitet. Das Lied besteht aus insgesamt drei Strophen, in der Regel war nur eine Strophe, meist die erste, zu hören.
In Folge 51 wurde eine spezielle Weihnachtsmusik verwendet.
1989 wurde von Heiko Rüsse eine neue Titelmelodie komponiert und mit einem Kinderchor aufgenommen. Seit Folge 58 wird dieses Stück, dessen Refrain mit „Benjamin, du lieber Elefant…“ beginnt, in den Hörspielen verwendet. Auch für die Trickfilmserie wurde diese Komposition genutzt. Zudem wurde in allen Neuauflagen der ersten 57 Folgen die alte Titelmelodie mit dieser ausgetauscht. Für Folge 95 wurde der Song neu eingesungen, der Text blieb jedoch erhalten und wird aktuell immer noch verwendet.

## Verfilmungen

### Trickfilmserie
Die gleichnamige Trickfilmreihe hat ihren eigenen Aufbau und läuft erfolgreich in zahlreichen Ländern. Neben den knapp halbstündigen Serienfolgen existieren mehrere Langfilme von 45 Minuten Länge. Dabei tritt der Rabe Gulliver (gesprochen von Wolfgang Ziffer) als Ersatz für den Erzähler aus den Hörspielen in Erscheinung.
Es gibt bisher drei Staffeln:
- Die erste mit 13 Folgen (sowie vier Langfolgen und einer Sonderfolge) entstand unter der Regie von Gerhard Hahn. 1987 erschienen die ersten Folgen auf VHS, und von 1989 bis 1991 lief diese erste Staffel im ZDF.[8][9] 1992–1995 wurden vom selben Team die Langfolgen und Specials produziert, die ebenfalls im ZDF liefen.[9]
- Die zweite und dritte Staffel mit jeweils 26 Folgen wurden von A-Film in Dänemark hergestellt. Diese Folgen erschienen ab 1996 auf VHS und liefen 2002 in Erstausstrahlung zusammen mit der ersten Staffel auf Super RTL.[8]

Während die Folgen der 90er die Hörspiel-Vorlagen fast genau nacherzählen, haben die Folgen der 2. und 3. Staffel mit den Hörspielen oft nur den Namen und die groben Handlungsstränge gemeinsam. Während z. B. in der Hörspielfolge als Lokomotivführer noch eine Gruppe von Menschen transportiert wurde, wird in der Trickfilmserie die Lokomotive zur Reparatur in eine entfernte Werkstatt befördert.

### Kinofilm
Im August 2019 wurde der Kinofilm Benjamin Blümchen veröffentlicht. Neben Benjamin sind auch Otto, Karla, Karl, Herr Tierlieb, der Bürgermeister und Herr Pichler zu sehen.

## Comics
Benjamin Blümchen erscheint seit 1990 als Comicserie, 1990–1996 bei Bastei, 1997–2019 bei Egmont Ehapa, seit 2020 bei Blue Ocean.

## Folgenindex Hörspiele
Mit dem Erscheinungsjahr in Klammern.

### Reguläre Folgen
- 01 – Benjamin Blümchen – Der erste Wetterelefant der Welt[10] (1977)
- 02 – Benjamin Blümchen rettet den Zoo (1977)
- 03 – Kampf dem Lärm (1979)
- 04 – Benjamin Blümchen in Afrika (1979)
- 05 – Benjamin Blümchen auf hoher See (1979)
- 06 – Benjamin Blümchen und die Schule (1980)
- 07 – Benjamin Blümchen verliebt sich (1980)
- 08 – Benjamin Blümchen auf dem Baum (1980)
- 09 – Benjamin Blümchen hat Geburtstag (1980)
- 10 – Benjamin Blümchen und das Schloss (1980)
- 11 – Benjamin Blümchen auf dem Mond (1980)
- 12 – Benjamin Blümchen als Briefträger (1980)
- 13 – Benjamin Blümchen im Krankenhaus (1981)
- 14 – Benjamin Blümchen als Filmstar (1981)
- 15 – Benjamin Blümchen im Urlaub (1981)
- 16 – Benjamin Blümchen träumt (1981)
- 17 – Der Skiurlaub (1981)
- 18 – Benjamin Blümchen als Schornsteinfeger (1982)
- 19 – Benjamin Blümchen als Fußballstar (1982)
- 20 – Benjamin Blümchen und Bibi Blocksberg (1982)
- 21 – Benjamin Blümchen als Weihnachtsmann (1982)
- 22 – Benjamin Blümchen als Kinderarzt (1983)
- 23 – Benjamin Blümchen als Koch (1983)
- 24 – Benjamin Blümchen als Detektiv (1983)
- 25 – Benjamin Blümchen auf Kreuzfahrt (1983)
- 26 – Benjamin Blümchen als Bademeister (1983)
- 27 – Benjamin Blümchen auf dem Bauernhof (1983)
- 28 – Benjamin Blümchen rettet den Kindergarten (1983)
- 29 – Benjamin Blümchen auf dem Rummel (1983)
- 30 – Benjamin Blümchen als Pilot (1983)
- 31 – Benjamin Blümchen als Feuerwehrmann (1983)
- 32 – Die Verkehrsschule (1983)
- 33 – Das Osterfest (1983)
- 34 – Benjamin Blümchen als Lokomotivführer (1984)
- 35 – Benjamin Blümchen hat Zahnweh (1984)
- 36 – Benjamin Blümchen wird verhext (1984)
- 37 – Der Gorilla ist weg (1984)
- 38 – Der Zoo zieht um (1984)
- 39 – Benjamin Blümchen kauft ein (1984)
- 40 – Benjamin Blümchen zieht aus (1985)
- 41 – Benjamin Blümchen als Pirat (1985)
- 42 – Benjamin Blümchen als Ritter (1985)
- 43 – Benjamin Blümchen und die Autorallye (1985)
- 44 – Benjamin Blümchen als Bäcker (1985)
- 45 – Benjamin Blümchen als Zirkusclown (1985)
- 46 – Benjamin Blümchen hilft den Tieren (1985)
- 47 – Benjamin Blümchen als Gärtner (1985)
- 48 – Benjamin Blümchen kriegt ein Geschenk (1986)
- 49 – Benjamin Blümchen als Müllmann (1986)
- 50 – Benjamin Blümchen als Sheriff (1986)
- 51 – Der Weihnachtsabend (1986)
- 52 – Der Weihnachtstraum (1986)
- 53 – Benjamin Blümchen wird reich (1986)
- 54 – Benjamin Blümchen ist krank (1987)
- 55 – Benjamin Blümchen und die Astrofanten (1987)
- 56 – Benjamin Blümchen als Reporter (1987)
- 57 – Benjamin Blümchen als Bürgermeister (1987)
- 58 – Die Wünschelrute (1989)
- 59 – Benjamin Blümchen findet einen Schatz (1989)
- 60 – Der Doppelgänger (1989)
- 61 – Otto ist krank (1990)
- 62 – Benjamin Blümchen in der Steinzeit (1990)
- 63 – Der Computer (1990)
- 64 – Benjamin Blümchen als Butler (1990)
- 65 – Wo ist Otto? (1991)
- 66 – Benjamin Blümchen als Ballonfahrer (1991)
- 67 – Meine schönsten Lieder (1991)
- 68 – Benjamin Blümchen als Taxifahrer (1991)
- 69 – Benjamin Blümchen als Zoodirektor (1992)
- 70 – Benjamin Blümchen und Bibi in Indien (1992)
- 71 – Alle meine Freunde (1992)
- 72 – Benjamin Blümchen und Bino (1992)
- 73 – Benjamin Blümchen und der Weihnachtsmann (1992)
- 74 – Benjamin Blümchen singt Weihnachtslieder (1992)
- 75 – Der geheimnisvolle Brief (1993)
- 76 – Benjamin Blümchen als Förster (1993)
- 77 – Benjamin Blümchen und die Eisprinzessin (1993)
- 78 – Benjamin Blümchen und der kleine Hund (1994)
- 79 – Die Zirkuslöwen (1994)
- 80 – Die neue Zooheizung (1995)
- 81 – Das Geheimnis der Tempelkatze (1995)
- 82 – Der weiße Elefant (1996)
- 83 – Benjamin Blümchen als Gespenst (1996)
- 84 – Der kleine Ausreißer (1997)
- 85 – Benjamin Blümchen als Tierarzt (1997)
- 86 – Das Nilpferdbaby (1997)
- 87 – Das Laternenfest (1998)
- 88 – Benjamin Blümchen als Cowboy (1999)
- 89 – Der rote Luftballon (1999)
- 90 – Das Zoojubiläum (2000)
- 91 – Benjamin Blümchen als Leuchtturmwärter (2000)
- 92 – Benjamin Blümchen bei den Eskimos (2001)
- 93 – Das Walbaby (2001)
- 94 – Der Streichelzoo (2002)
- 95 – Die Wunderblume (2002)
- 96 – Der Bananendieb (2003)
- 97 – Die Gespensterkinder (2003)
- 98 – Benjamin Blümchen und die Murmeltiere (2004)
- 99 – Der Geheimgang (2004)
- 100 – Ottos neue Freundin, Teil 1 (2005)
- 101 – Ottos neue Freundin, Teil 2 (2005)
- 102 – Das Pinguin-Ei (2005)
- 103 – 5:0 für Benjamin (2006)
- 104 – Die Zoo-Olympiade (2006)
- 105 – Das fleißige Faultier (2007)
- 106 – Das Spaghetti-Eis-Fest (2007)
- 107 – Benjamin Blümchen in Schottland (2007)
- 108 – Ottos kleines Geheimnis (2008)
- 109 – Benjamin Blümchen als Baggerfahrer (2008)
- 110 – Hilfe für das Pandababy (2008)
- 111 – Sei nicht traurig, Benjamin! (2009)
- 112 – Die Elefantenkönigin (2009)
- 113 – Der Abenteuer-Spielplatz (2010)
- 114 – Benjamin Blümchen und der Delfin (2010)
- 115 – Die kleinen Kätzchen (2010)
- 116 – Benjamin Blümchen und die Spaßmaschine (2010)
- 117 – Die Zoo-Schwimmschule (2011)
- 118 – Auf der Baustelle (2011)
- 119 – Benjamin Blümchen als Busfahrer (2012)
- 120 – Der Zeltausflug (2012)
- 121 – Die Fahrrad-Wette (2012)
- 122 – Benjamin Blümchen als Polizist (2012)
- 123 – Benjamin Blümchen in der Spielzeugfabrik (2013)
- 124 – Benjamin Blümchen im Tante-Emma-Laden (2013)
- 125 – Benjamin Blümchen und die Zirkusponys (2014)
- 126 – Der Zoo-Kindergarten (2014)
- 127 – Benjamin Blümchen in der Musikschule (2014)
- 128 – Benjamin Blümchen und die Schnitzeljagd (2014)
- 129 – Der Drachenflugtag (2015)
- 130 – Benjamin Blümchen und der sprechende Papagei (2015)
- 131 – Benjamin Blümchen auf großer Floßfahrt (2016)
- 132 – Das Seifenkistenrennen (2016)
- 133 – Benjamin Blümchen auf dem Flughafen (2016)
- 134 – Abschied von Stella (2017)
- 135 – Die Zoo-Feuerwehr (2017)
- 136 – Spuk im Zoo (2017)
- 137 – Ein Törööö für alle Fälle (2017)
- 138 – Das neue Müllauto (2018)
- 139 – Der Dinosaurierknochen (2018)
- 140 – Weihnachtsmarkt im Zoo (2018)
- 141 – Nachts in der Erfinderwerkstatt (2019)
- 142 – Das besondere Osterei (2019)
- 143 – Die Halloween-Nacht (2019)
- 144 – Der Zuckerstückchen-Express (2020)
- 145 – Zurück auf dem Bauernhof (2020)
- 146 – Benjamin Blümchen als Wikinger (2020)
- 147 – Schlittenfahrt mit Hindernissen (2021)
- 148 – Benjamin Blümchen als Rettungselefant (2021)
- 149 – Benjamin Blümchen auf der Tankstelle (2021)
- 150 – Benjamin Blümchen auf Weltreise (2022)
- 151 – Das Elefantenkarussell (2022)
- 152 – Schatzsuche im Zoosee (2022)
- 153 – Das große Gewitter (2023)
- 154 – Benjamin Blümchen in Italien (2023)
- 155 – Benjamin Blümchen und der Roboter (2023)
- 156 – Benjamin Blümchen als Bergretter (2023)
- 157 – Benjamin Blümchen als Sänger (2024)
- 158 – Der Fußball-Pokal (2024)
- 159 – Benjamin Blümchen als Robin Hood (2024)
- 160 – Benjamin Blümchen als Höhlenforscher (2024)
- 161 – Benjamin Blümchen zurück zur Leuchtturminsel (2024)
- 162 – Ärger mit Rudi Raffke (2025)
- 163 – Die Drehorgel (2025)
- 164 – Benjamin Blümchen als Eisverkäufer (2025)
- 165 – Der Paradiesvogel (2025)

Sonderfolgen
- Unser Zoo bekommt eine neue Heizung (Werbehörspiel für Buderus) (1992)
- Benjamin Blümchen als Apotheker (2008)
- Weihnachten im Zoo (2012)
- Das Große Weihnachtssingen – Adventskalender (2022)

### Gute-Nacht-Geschichten
(Quelle: )
- 01 – Wo ist Winnie Waschbär? (2001)
- 02 – Die Rauschemuschel (2001)
- 03 – Wüstenfüchse fliegen nicht (2001)
- 04 – Benjamin und die Glühwürmchen (2001)
- 05 – Kuscheln mit dem Osterhasen (2004)
- 06 – 24 Weihnachtsgeschichten (2004)
- 07 – A,B,C- und 1,2,3-Geschichten (2005)
- 08 – Die kleine freche Sternschnuppe (2005)
- 09 – Fußballspaß im Zoo (2006)
- 10 – Das Schoko-Fest beim Tortenkönig (2007)
- 11 – Badespaß im Zoo (2008)
- 12 – Frühling, Sommer, Herbst und Winter (2009)
- 13 – Die Traumfeekönigin Karolila (2010)
- 14 – Im Traumland (2011)
- 15 – Die Märchennacht im Zoo (2012)
- 16 – Meine liebsten Kuscheltiere (2012)
- 17 – Mondgeschichten (2013)
- 18 – Die Pyjama-Party (2013)
- 19 – Tiere der Nacht (2014)
- 20 – Das schnarchende Krokodil (2014)
- 21 – Das fliegende Bett (2015)
- 22 – Gute Nacht im Zoo (2015)
- 23 – Kleine Helden (2016)
- 24 – Der Traumwichtel (2016)
- 25 – Der verschwundene Stern (2017)
- 26 – Im Schneckentempo (2017)
- 27 – Krümel, der freche Hamster (2018)
- 28 – Der Winterschlaf-Teddy (2018)
- 29 – Im Kindergarten (2019)
- 30 – Viele kleine Schäfchenwolken (2019)
- 31 – Alle meine Tierkinder (2020)
- 32 – Der Herbst ist da (2021)
- 33 – Im Reisefieber (2022)
- 34 – Hilfe, ich kann nicht schlafen! (2023)
- 35 – Der mutige Löwe (2024)

### Find's raus mit Benjamin Blümchen
(Quelle: )
- 01 – Straßenverkehr (2019)
- 02 – Wetter (2019)
- 03 – Baustelle (2020)
- 04 – Wald (2020)
- 05 – Feuerwehr (2021)
- 06 – Jahreszeiten (2021)
- 07 – Weltraum (2022)
- 08 – Dinosaurier (2022)
- 09 – Müll (2023)
- 10 – Flughafen (2023)
- 11 – Bauernhof (2024)
- 12 – Meer (2024)
- 13 – Regenwald (2025)

### Benjamin Blümchen Minis
(Quelle: )
- 01 – Hallo, Lea! (2020)
- 02 – Keine Angst im Dunkeln (2020)
- 03 – Das erste Fahrrad (2021)
- 04 – Geburtstag im Zoo (2022)
- 05 – Endlich Schnee! (2024)
- 06 – Eine verrückte Zahnputzgeschichte (2024)
- 07 – Müllalarm im Zoo (2025)

## Folgenindex Trickfilmserie

### Staffel 1
- 01: Das Zookonzert
- 02: Benjamin Blümchen auf hoher See
- 03: Benjamin Blümchen als Detektiv
- 04: Benjamin Blümchen als Feuerwehrmann
- 05: Benjamin Blümchen und Bibi Blocksberg
- 06: Benjamin Blümchen als Ritter
- 07: Benjamin Blümchen in der Steinzeit
- 08: Benjamin Blümchen als Koch
- 09: Benjamin Blümchen als Butler
- 10: Wo ist Otto?
- 11: Benjamin Blümchen als Ballonfahrer
- 12: Benjamin Blümchen als Taxifahrer
- 13: Benjamin Blümchen auf dem Bauernhof

Langfilme und Sonderfolgen
- Der 1. Preis (Kurzfilm, ca. 5 Minuten, Jahr unbekannt)[14]
- 11: Meine schönsten Lieder (1991)
- 16: Benjamin Blümchen und der Weihnachtsmann (1992)
- 17: Benjamin Blümchen und die Eisprinzessin (1993)
- 18: Die Zirkuslöwen (1994)
- 19: Das Geheimnis der Tempelkatze (1995)
- 20: Seine schönsten Abenteuer (1997)

### Staffel 2
- 01: Das Zoofest
- 02: Benjamin Blümchen als Tierarzt
- 03: Benjamin Blümchen als Wetterelefant
- 04: Benjamin Blümchen als Förster
- 05: Der kleine Ausreisser
- 06: Benjamin Blümchen als Gespenst
- 07: Das Nilpferdbaby
- 08: Benjamin Blümchen als Leuchtturmwärter
- 09: Das weiße Nashorn
- 10: Die Gespensterkinder
- 11: Der Bananendieb
- 12: Das rosarote Auto
- 13: Benjamin Blümchen rettet die Biber
- 14: Die Wunderblume
- 15: Die Eichhörnchenbande
- 16: Benjamin Blümchen als Gärtner
- 17: Benjamin Blümchen und die blauen Elefanten
- 18: Der Streichelzoo
- 19: Benjamin Blümchen und die Eisbär-Babys
- 20: Das Regenbogenfest
- 21: Das goldene Ei
- 22: Benjamin Blümchen und der kleine Hund
- 23: Das Walbaby
- 24: Benjamin Blümchen im Krankenhaus
- 25: Benjamin Blümchen und die Geisterbahn
- 26: Benjamin Blümchen als Cowboy

### Staffel 3
- 01: Benjamin Blümchen hat Geburtstag
- 02: Benjamin Blümchen als Nachtwächter
- 03: Benjamin Blümchen als Babysitter
- 04: Benjamin Blümchen und Billi Ballo
- 05: Der kleine Flaschengeist
- 06: Der schwarze Kater
- 07: Benjamin Blümchen und der Zauberzirkus
- 08: Benjamin Blümchen findet einen Schatz
- 09: Der Gorilla ist weg
- 10: Der Schatz in der Mühle
- 11: Benjamin Blümchen und die Hüpfburg
- 12: Benjamin Blümchen als Kinderarzt
- 13: Die kleinen Schildkröten
- 14: Benjamin Blümchen als Superelefant
- 15: Benjamin Blümchen und die Murmeltiere
- 16: Der Geheimgang
- 17: Benjamin Blümchen als Lokomotivführer
- 18: Ein Freund für Winni Waschbär
- 19: Benjamin Blümchen im Eismeer
- 20: Der Erdbeereis-Roboter
- 21: Das Giraffenhaus
- 22: Das Laternenfest
- 23: Benjamin Blümchen in Indien
- 24: Benjamin Blümchen verliebt sich
- 25: Benjamin Blümchen bei den Eskimos
- 26: Diebstahl im Zoo

### Staffel 4
- 01: Endlich Badewetter
- 02: Die Schatzsuche
- 03: Der Schlüsseldieb
- 04: Das knallgrüne Gummiboot
- 05: Ein Känguru geht in die Luft
- 06: Gespensterstunde
- 07: Ein Geschenk mit Säge
- 08: Der Drachenelefant
- 09: Das Ruckeldirumms
- 10: Ein schwebendes Picknick
- 11: Zum Kuckuck nochmal
- 12: Die Ritter vom scheppernden Blech
- 13: Die Mondreise
- 14: Der Hund vom Mars
- 15: Das Krachmacher-Orchester
- 16: Der singende Seeelefant
- 17: Schlaflos im Zoo
- 18: Eine heitere Erfindung
- 19: Endlich erwachsen
- 20: Blumenfreunde
- 21: Schiffbruch im Zoo
- 22: Wasser marsch!
- 23: Monsterjagd
- 24: Der nächtliche Einbrecher
- 25: Primoballerino
- 26: Der Zeiträuber

## Philatelistisches
Mit dem Erstausgabetag 1. März 2022 gab die Deutsche Post AG ein Sonderpostwertzeichen im Nennwert von 85 Eurocent mit der Abbildung des Elefanten und dem Text Törööö! heraus. Der Entwurf stammt vom Grafiker Thomas Steinacker aus Bonn.

## Auszeichnungen
Die gesamte Hörspielserie erhielt bisher 104× Auszeichnungen für Musikverkäufe in Gold und 122× in Platin. Die kommerziell erfolgreichsten Folgen waren die Folge 6 (Benjamin Blümchen und die Schule), die Folge 9 (Benjamin Blümchen hat Geburtstag) und die Folge 21 (Benjamin Blümchen als Weihnachtsmann): Alle erhielten je 5 Mal Gold, wurden also jeweils 1.250.000 Mal verkauft.

## Wissenschaftliche Untersuchungen
Der Politikwissenschaftler Gerd Strohmeier geht in einem Artikel für Aus Politik und Zeitgeschichte (Bundeszentrale für politische Bildung) der Frage nach, wie die Hörspielreihen Benjamin Blümchen und Bibi Blocksberg den Sozialisationsprozess von Kindern beeinflussen.
Seiner Ansicht nach wollen sie wohl explizit politische Inhalte vermitteln. Dabei befördern sie die Entwicklung politisch mündiger Bürger aber nicht, sondern behindern sie eher. Der Bürgermeister ist inkompetent, egoistisch und insgesamt eine lächerliche Figur, die Polizisten treten militärisch auf, als ebenfalls inkompetente und lächerliche Handlanger des Bürgermeisters. Die Hörspielfiguren und die Reporterin Karla Kolumna stehen hingegen stets für das Gute. Dem Grundmuster nach beschließt der Bürgermeister etwas, das ihn persönlich oder seine Freunde auf Kosten der Allgemeinheit bevorteilt. Die Hörspielfiguren und die Reporterin klären die Bürger auf, sodass der Bürgermeister (abermals unter Umgehung des Stadtrats) das „Richtige“ als eigene Idee vorstellt und realisiert.
Strohmeiers Fazit: „Die ‚richtigen‘ politischen Positionen bzw. Verhaltensweisen sind ökologisch, postmaterialistisch, basisdemokratisch, kritisch, zivilcouragiert, pazifistisch, sozial, antikapitalistisch, egalitär, tendenziell anarchisch bzw. antistaatlich, antihierarchisch, antiautoritär und antikonservativ; mit anderen Worten: ‚links‘ der politischen Mitte (linksliberal bis linksalternativ).“ Es sei zu begrüßen, dass den Hörspielreihen zufolge Medien und Bevölkerung Einfluss auf politische Willensbildungsprozesse nehmen können. „Äußerst bedenklich ist allerdings die Darstellung, dass die Medien zusammen mit den Neustädter Bürgern (und natürlich den Hörspielhelden) im Gegensatz zu Politik, Polizei und Wirtschaft grundsätzlich auf der ‚richtigen Seite‘ stehen, sich diese Seite stets durchsetzen kann und politische Entscheidungen in der Regel nicht demokratisch getroffen werden.“
Der Politikdidaktiker Oliver Emde kommt zu gegensätzlichen Ergebnissen. In einem Beitrag zu einem einschlägigen Sammelband kontextualisiert er die Figuren in ihrer Entstehungszeit und sieht „unkonventionelle Partizipationen“ als besonderes Angebot der Hörspielserie. Er analysiert das Herrschaftsverständnis der Autorin, der er durchgehend eine kritische Haltung gegenüber einer institutionalisierten Ordnung als Herrschaftsordnung attestiert. Strohmeiers Kritik verkenne die Potentiale des Hörspiels für eine politische Sozialisation von Kindern. Gerade die immer wieder thematisierten Konflikte vermittelten ein lebendiges Bild von Demokratie.